# Medalha Loeffler Frosch
A Medalha Loeffer Frosch (em alemão:  Loeffler-Frosch-Medaille) é uma condecoração anual concedida pela Gesellschaft für Virologie (GfV) desde 2006 para pesquisadores de países de língua alemã com contribuições de destaque em virologia. É considerada um prêmio pelo trabalho da vida científica. A cerimônia de premiação ocorre durante a Conferência da Primavera anual da GfV e está vinculada à Loeffler Frog Lecture, que é apresentada pelo vencedor do prêmio. O prêmio é denominado em memória de Friedrich Loeffler e Paul Frosch, que em 1898 descreveram pela primeira vez um vírus animal.

## Recipientes
- 2006 Christian Kunz, Viena
- 2007 Harald zur Hausen, Heidelberg
- 2008 Heinz Schaller, Heidelberg
- 2009 Christoph Scholtissek, Gießen
- 2010 Peter Klaus Vogt, San Diego
- 2011 Gisela Enders, Stuttgart
- 2012 Hans Gelderblom, Berlim
- 2013 Walter Doerfler, Erlangen
- 2014 Eckard Wimmer, Stony Brook
- 2015 Hans-Dieter Klenk, Marburg
- 2016 Ari Helenius, Zurique
- 2017 Wolfram H. Gerlich, Gießen
- 2018 Otto Haller, Freiburg/Zurique
- 2019 Franz X. Heinz, Viena
- 2020 Helga Rübsamen-Schaeff, Wuppertal-Elberfeld